# СПАД S.XVII
СПАД S.XVII (фр. SPAD S.XVII) је француски ловац-извиђач. Први лет авиона је извршен 1917. године. 

Највећа брзина у хоризонталном лету је износила 240 km/h. Размах крила је био 8,08 метара а дужина 6,25 метара. Маса празног авиона је износила 604 килограма а нормална полетна маса 900 килограма. Био је наоружан са једним синхронизованим митраљезом Викерс (Vickers) калибра 7,7 mm.

## Наоружање
| Наоружање авиона: СПАД         |          |
| Ватрено (стрељачко) наоружање  |          |
| Топ                            |          |
| Митраљез                       |          |
| Број и ознака митраљеза        | 1 Викерс |
| Калибар                        | 7,7      |
| Бомбардерско наоружање (бомбе) |          |
| Ракетно наоружање (ракете)     |          |